# ティシチェンコ反応
ティシチェンコ反応 (Tishchenko reaction) は、有機化学における合成反応のひとつ。アルコキシドの触媒作用により、2分子のアルデヒドが不均化して1分子のエステルを与える反応。1906年、V. ティシチェンコにより最初に報告された。
上式のように、ベンズアルデヒドを基質とすると安息香酸ベンジルが、アセトアルデヒドからは酢酸エチルが得られる。触媒としては、アルミニウムアルコキシド、またはナトリウムアルコキシドが用いられる。
ホウ酸を触媒として、パラホルムアルデヒドからギ酸メチルを得る手法も知られる。

## 反応機構
ティシチェンコ反応の機構を示す。アルコキシドがアルデヒドのカルボニル炭素に求核付加し、生じたヘミアセタールのアルコキシドがもう1分子のアルデヒドに付加する。続くヒドリドの1,3-転位が生成物のエステルを与え、同時にアルコキシドを再生する。
同様に、塩基によりアルデヒドを不均化させる反応としてカニッツァーロ反応が知られる。カニッツァーロ反応では水酸化ナトリウムを触媒としてカルボン酸とアルコールが生じる。